# Gordon Coppuck
Gordon Coppuck, född 8 december 1936 i Fleet, Hampshire, är en brittisk ingenjör och racerbilkonstruktör. Han har arbetat för tillverkare som March Engineering och McLaren. Coppuck var även medgrundare till formel 1-stallet Spirit Racing.